# 슈퍼로봇대전 컴플리트박스
슈퍼 로봇 대전 컴플리트 박스(일본어: スーパーロボット大戦コンプリートボックス)는 반프레스토가 발매한 시뮬레이션 RPG이다.

## 개요
SD로 표현된 로봇들이 경연하는 크로스오버 작품 슈퍼 로봇 대전 시리즈의 하나이다. 시리즈내 시리즈인 DC전쟁 시리즈의 최종작 '슈퍼 로봇 대전 F'의 발매 후, 입수가 곤란하게 되어 있던 그 시리즈의 '제2차 슈퍼 로봇 대전', '제3차 슈퍼 로봇 대전', '슈퍼 로봇 대전 EX'의 세 작품을 당시 최신의 시스템, 그래픽으로 리메이크한 컴필레이션 작품이다.
세 작품을 수록한 디스크 1과, 수록된 세 작품의 시나리오 흐름도 등을 열람하는 모드나 보이스 편집 기능이 있는 'HISTORY OF SUPER ROBOT WARS'가 수록된 디스크 2로 나뉘어 있다.
제01화: 구출!! z건담
☆강화파츠
샤아 - 마그넷코팅
데님 - 프로페런트 탱크
진 - 리페어키트
※ 특이사항
3턴: 적 증원
클리어 후 카미유 동료
제02화: 모략의 마을
※ 특이사항
3턴: 적 증원
아무로가 좌표(41,01)에 가면 클리어 후 건담이 G아머로 변형 가능해짐
겟타 Q가 끝까지 살아 남아 있다면 동료로
제03화: 다칼의 제압
☆강화파츠
샤아 - 리로더
라라 - 마그넷코팅
가이아 - 프로페런트 탱크S 혹은 프로페런트 탱크
오르테가 - 리페어킷트
맛슈 - 프로페런트 탱크
※ 특이사항
라라를 아무로가 설득하면 동료
4턴 적 증원
5턴 F-91 시북 등장
제04화: 스트라이크 백
☆강화파츠
마슈마 - 마그넷코팅
제리드 -
카크리콘 - 리로더
가이아 - 프로페런트 탱크S
오르테가 - 리페어킷트S 혹은 리페어킷트
맛슈 - 프로페런트 탱크S 혹은 프로페런트 탱크
※ 특이사항
4턴: 적증원
메타스의 파 동료
모함이 화이트베이스에서 아가마로 환승
제05화: 배반의 황야
☆강화파츠
란바랄 - 메가부스터
※ 특이사항
4턴: 적 증원
3턴 혹은 빅잠에 데미지를 주면 아수라 남작이 사이코 건담과 빅잠을 회수해 철퇴
제06화: 적요새를 파괴하라
☆강화파츠
메카호접귀 - 부스터 혹은 메가부스터
가이아 - 프로페런트 탱크S
※ 특이사항
2턴과 5턴: 적증원
6턴: 마사키의 사이버스타 등장 후 7턴에 철퇴
메카호접귀 HP가 30% 미만일 때에 겟타의 료가 설득하면 동료
제07화: 결투!! 라인X1
☆강화파츠
로렐라이 - 하이브리드 아머
※ 특이사항
클리어 후 라라와 헤어짐
Z건담: 하이퍼 메가 런쳐 생김
마징가Z: 제트스크란더 달고 여러 무기 생김
자금 3만과 부스터, 프로페런트 탱크, 리페어킷트 입수
제08화: 마 쿠베의 함정
☆강화파츠
마쿠베 - 프로페런트 탱크S
가짜 듀크 - 메가 부스터
미네르바 X - 리로더
※ 특이사항
1턴: 듀크가 가짜 듀크로 변함
3턴: 아군 증원
5턴: 적증원
미네르바X를 마징가Z의 카부토가 설득하면 동료
마쿠베가 데미지를 받으면 보스보롯트의 보스와 그렌다이저의 듀크 등장
제09화: 복수의 바람
☆강화파츠
마쿠베 - 쵸밤아머
※ 특이사항
1, 2턴: 적 증원
4턴: ZZ건담 쥬드 등장
클리어 후 미네르바 X와 헤어짐
제10화: 마리오네트 포우
☆강화파츠
포우 - 쵸밤아머
제리드 - 프로페런트 탱크
라이라 - 리페어킷트
※ 특이사항
6턴: 맵 상에 카미유와 아무로, 포우가 있으면 이벤트 발생, 그 후 포우를 카미유가 설득하면 동료
전투 후 ZZ건담의 쥬드와 F-91의 시북이 헤어짐
개조 10단계까지 가능해짐
제11화: 경이!! 궁극 로봇 발시온
※ 특이사항
7턴: 사이버스타의 마사키 동료
라드라가 겟타에 쓰러지면 이벤트 발생
클리어 후 V건담, 겟타로보G, 그레이트 마징가 입수
제12화: 라사의 공방
☆강화파츠
도즐 - 대빔코팅
※ 특이사항
아가마가 넬 아가마로 환승
5턴: 쥬드와 시북, 사야카 동료
6턴: 적증원
클리어 후 그렌다이저의 무기 스페이스 썬더 추가
제13화: 시롯코의 그림자
☆강화파츠
하만 - 메가 부스터
마슈마 - 마그넷 코팅
제리드 - 쵸밤아머
플 - 리로더
※ 특이사항
플은 쥬드가 설득하면 퇴각
5턴: 적증원
제14화: 우주에...
☆강화파츠
로자미아: 메가부스터
야잔: 부스터
람사스: 리로더S
단겔: 프로페런트 탱크S
※ 특이사항
로자미아는 카미유가 가까워지면 공격을 해 오지 않음
5턴: 적증원
제15화: 격투! 쥬피트리스
☆강화파츠
시롯코 - 고성능 조준기
사라 - 리로더
제리드 - 리페어킷트S
마우아 - 프로페런트 탱크S
※ 특이사항
4턴: 적증원
제16화: 탈출
☆강화파츠
카롯조 - 하이브리드 아머
라드라 - 리로더
규네이 - 바이오센서
레즌 - 부스터
※ 특이사항
4턴: 적증원
세시리를 시북이 설득하면 행동하지 않고 가만히 있음
제17화: 솔라 레이 발동
☆강화파츠
그레미 - 리페어킷트S
플 - 바이오센서
※ 특이사항
마사키가 파티 이탈
4턴, 7턴 적 증원
플을 쥬드가 2회 설득하면 동료
제18화: 잠입! 컨베이트
☆강화파츠
그레미 - 아포지모터
라칸 - 쵸밤아머 혹은 하이브리드 아머
※ 특이사항
듀크와 쥬드는 출전불가
보스는 보스보롯트에 강제 환승
5턴: 적증원
클리어 후 마사키 합류, 자금 5만 입수
제19화: 달표면의 사투
☆강화파츠
하만 - 아포지모터
플투 - 쵸밤아머
※ 특이사항
플이 플2에게 쓰러지면 이벤트 발생
제20화: 결전!! 그라나다 요새
☆강화파츠
하만 - 아포지모터
슈우 - 쵸밤아머 혹은 바이오센서
※ 특이사항
1턴: 슈우 등장
5턴: 적증원
7턴: 슈우 철퇴
제21화: 시간이여 멈추어라
※ 특이사항
1턴, 3턴: 적증원
클리어 후 라 카이람 입수
제22화: 대기권 돌입
☆강화파츠
하만 - 아포지모터
마슈마 - 리페어킷트S
캐릭슨 - 리로더
플투 - 마그넷코팅
※ 특이사항
3, 9턴 적 증원
플투를 쥬드가 설득하면 동료(단, 19화에서 플이 플투에게 죽었어야 하는 이벤트를 보아야 함)
제23화: 역습의 시롯코
☆강화파츠
시롯코 - 쵸밤아머 혹은 하이브리드 아머
레코아 - 사이코프레임
사라 - 바이오센서
※ 특이사항
7턴: 적 증원
클리어 후 브라이트와 헤어짐
제24화: 길길간의 망령
☆강화파츠
하만 - 하로
길길간 - 메가부스터
메카 길길간 - 미노후스키크래프트
※ 특이사항
플이 좌표(36, 16)에 가면 클리어 후, 퀸 만사 입수
클리어 후 브라이트 합류
제25화: 라스트바탈리온 다시
☆강화파츠
카롯조 - 사이코프레임
세시리 - 리로더
하만 - 사이코프레임
아수라남작 - 초합금Z
마슈마 - 쵸밤아머
규네이 - 마그넷코팅
레즌 - 리로더
캐릭슨 - 고성능조준기
랄 - 프로페런트 탱크S
라칸 - 리페어킷트S
※ 특이사항
3, 4턴 적 증원
세시리를 시북이 2회 설득하면 동료(단, 16화에서 설득을 한 번 했다면 한 번만에 동료)
제26화: 새벽의 결전
※ 특이사항
발시온만 죽이면 시나리오 클리어 후 엔딩